# Ecpirose
A ecpirose ou conflagração (grego antigo ἐκπύρωσις ekpurōsis) é uma crença que segundo Heráclito e os estoicos, consistia na destruição periódica do cosmos por uma grande conflagração a cada ano platónico. O cosmos seria então recriado (palingénese) para ser novamente destruído no fim de outro ciclo.